# Edward Czerny (muzyk)
Edward Antoni Czerny, ur. jako Eberhard Antonius Czerny, także Edward Eberhard Czerny, La Strado (ur. 11 czerwca 1917 w Zabrzu (Hindenburg), zm. 16 lutego 2003 w Salzgitter) – polski kompozytor muzyki tanecznej, dyrygent, aranżer, multiinstrumentalista.

## Życiorys
Przed wojną studiował w Konservatorium der Reichshauptstadt Berlin kompozycję i teorię u Kurta von Wolfurta oraz dyrygenturę u Artura Rothera. Prowadził własną orkiestrę, angażowaną do koncertów i rewii na Górnym i Dolnym Śląsku (Katowice, Gliwice, Wrocław). W Zabrzu prowadził rozrywkowe orkiestry „Haus Mertopol” i „Admiralspalast”. Występował w rozgłośni gliwickiej. Nie został zmobilizowany ze względu na niepełnosprawność, spowodowaną wypadkiem samochodowym w Berlinie. Podczas działań wojennych przebywał w Hindenburgu.
W latach 1945–1946 był współzałożycielem Zabrzańskiej Orkiestry Filharmonicznej oraz Oddziału Związku Zawodowego Muzyków w Zabrzu. Do 1947 działał też jako dyrygent orkiestry firmowanej własnym nazwiskiem, dla której pisał repertuar rozrywkowy, taneczny i swingowy z jazzowymi improwizacjami, wykonywany na koncertach i w rewiowych widowiskach na terenach południowej Polski.
W latach 1948–1981 zajmował się komponowaniem i aranżacjami dla orkiestr symfonicznych i rozrywkowych Polskiego Radia i Telewizji w Warszawie, Krakowie, Katowicach i w Łodzi oraz dla orkiestr dętych i big-bandów. W latach 1951–1954 był kierownikiem muzycznym Teatru Dramatycznego w Jeleniej Górze, a w roku 1957 – big bandu Jana Walaska. W 1959 roku podpisał kontrakt koordynatora artystycznego Orkiestr Symfonicznych i Orkiestr Dętych Związku Zawodowego Kolejarzy oraz rozpoczął stałą współpracę z warszawską Orkiestrą Reprezentacyjną Wojska Polskiego i in. czołowymi orkiestrami dętymi w kraju i zagranicą.
Od 1955 roku mieszkał w Warszawie. W latach 1955–1958 pełnił funkcję drugiego dyrygenta, a od 1959 do 1974 roku – pierwszego dyrygenta i dyrektora artystycznego popularnego big bandu, działającego pod nazwą Orkiestra Taneczna Polskiego Radia, z którym nagrał około dwóch tysięcy utworów, koncertował w całej Polsce i krajach sąsiednich (NRD, ZSRR, Czechosłowacja, Rumunia, Węgry). Od 1959 miał stałe audycje radiowe w Programach I i II Polskiego Radia, w których wylansował większość, nagranych pod własną dyrekcją, przebojów drugiej połowy lat pięćdziesiątych i sześćdziesiątych.
Od 1975 roku poświęcił się twórczości kompozytorskiej, dyrygował gościnnie koncertami filharmonicznymi w Polsce i w Niemczech. W 1979 roku Komitet Papieski zamówił u Edwarda Czernego monumentalne opracowanie pieśni Boże, coś Polskę z okazji pierwszej pielgrzymki Jana Pawła II do ojczyzny. Od 1981 roku przebywał za granicą. Pisał dla NDR Sinfonieorchester i NDR Pops Orchestra oraz Rundfunk-Tanzorchester Berlin oraz innych niemieckich orkiestr symfonicznych, dętych i rozrywkowych.
W 1992 roku uległ w Salzgitter ciężkiemu wypadkowi samochodowemu. Pochowany jest w Berlinie.
Edward Czerny otrzymał wiele nagród m.in. Ministra Kultury i Sztuki (wielokrotnie), wyróżnienie na Festiwalu Jazzowym w Nowym Jorku za kompozycję Diabelski młyn (1959), nagrodę w międzynarodowym konkursie na utwór rozrywkowy w Monachium za Wesołą wiadomość (1964), nagrody w międzynarodowych konkursach na utwór na orkiestrę dętą: w Londynie za Saksofony na huśtawce (1971) i w Wiedniu za Parafrazę „Perpetuum Mobile” J. Straussa (1975), „Złotą płytę” Polskich Nagrań za całokształt twórczości (1977). Edward Czerny został odznaczony Krzyżem Kawalerskim Orderu Odrodzenia Polski za zasługi dla kultury polskiej (1976).

## Dorobek artystyczny i twórczość
Edward Czerny był jednym z twórców Festiwali w Sopocie, w Opolu i w Kołobrzegu jako ich wieloletni opiekun artystyczny, dyrygent i aranżer. Pisał i nagrywał muzykę teatralną i filmową. Z zespołami Śląsk i Mazowsze współpracował od chwili ich powstania.
W Archiwach Polskiego Radia w Warszawie, Łodzi, Katowicach i Krakowie pozostawił przeszło 3000 nagrań orkiestr radiowych pod własną dyrekcją oraz Henryka Debicha, R. Dudka, J. Gerta, Jerzego Haralda, St. Hasa, S. Rachonia, A. Rezlera, S. Strahla, B. Szuli, i in. zawierających kompozycje, opracowania twórcze muzyki klasycznej, rozrywkowej i jazzowej oraz orkiestr dętych. Tworzył repertuar dla najwybitniejszych solistów opery i operetki m.in. E. Ignatowicz, A. Kossakowskiej, I. Nawe, B. Nieman, Bogny Sokorskiej, Teresy Żylis-Gary, Andrzeja Hiolskiego, Bernarda Ładysza, Wiesława Ochmana, Bogdana Paprockiego, Kazimierza Pustelaka, Paulosa Raptisa, Ryszarda Tarasewicza, M. Wojnickiego, Adama Zwierza. Nagrał wiele przebojów z gwiazdami polskiej piosenki: H. Bielicką, R. Bielska, U. Dudziak, A. German, L. Jakubczak, Kaliną Jędrusik, Haliną Kunicką, M. Mirską, K. Konarską, M. Koterbską, Z. Kucówną, J. Prolińską, Krystyną Prońko, Łucją Prus, Sławą Przybylską, Joanną Rawik, Hanną Rek, Danutą Rinn, Reną Rolską, Ireną Santor, Violettą Villas, M. Wróblewską, Nataszą Zylską, A. Boguckim, O. Buczkiem, A. Dąbrowskim, Edwardem Dziewońskim, C. Fabińskim, Mieczysławem Foggiem, Jerzym Gniatkowskim, L. Jakubowskim, Jerzym Michotkiem, W. Młynarskim, B. Niewinowskim, J. Połomskim, A. Rosiewiczem, J. Stępowskim, Z. Wodeckim, Tadeuszem Woźniakowskim, z zespołami wokalnymi Alibabki, Beltono, Chór Czejanda, Novi Singers, Partita oraz z instrumentalistami jazzowymi: F. Górkiewiczem, Wojciechem Karolakiem, Jerzym Milianem, J. Mizerą, S. Mizerackim, H. Miśkiewiczem, J. Matuszkiewiczem, J. Muniakiem, W. Nahornym, Z. Namysłowskim, J. Skowrońskim, M. Urbaniakiem, J. Walaskiem, J. Ptaszynem Wróblewskim i wielu innymi wykonawcami.
Nagrał powyżej 300 płyt dla Polskich Nagrań, Muzy i in. wydawnictw płytowych oraz dla Polonii w Stanach Zjednoczonych, które doczekały się wielu wznowień. Nagrania radiowe i płytowe muzyki rozrywkowej stanowią ważną pozycję w dorobku artysty.
W 2004 roku powstała Fundacja im. Edwarda Eberharda Czernego, która zajmuje się wydawaniem dzieł swego patrona, koncertami monograficznymi, archiwizacją oraz rozpowszechnianiem i popularyzacją dorobku twórczego artysty. Od 2005 roku odbywa się Zabrzański Festiwal Orkiestr im. Edwarda Eberharda Czernego. W 2007 roku Edward Czerny został wyróżniony tytułem Wybitnego Zabrzanina. W 2010 roku w Akademii Muzycznej im. Karola Szymanowskiego w Katowicach powstała praca dyplomowa Język muzyczny Edwarda Czernego jako twórcy polskiej powojennej muzyki rozrywkowej.
Charakterystyczną cechą twórczości Edwarda Czernego jest połączenie orkiestry symfonicznej i big bandu, które, traktowane równorzędnie, służy do realizowania, właściwego dla swingu, metrorytmicznego przebiegu. Stworzone przez kompozytora rozpoznawalne brzmienie własnej orkiestry i indywidualny styl aranżowania na skład symfoniczny, dęty, big band, a także ich różnorakie połączenia, wpłynęły na rozwój polskiej muzyki rozrywkowej lat pięćdziesiątych i sześćdziesiątych oraz na kierunek jej dalszych przemian.

### Upamiętnienie: cyklW hołdzie Edwardowi Czernemu
Koncerty z cyklu W hołdzie Edwardowi Czernemu nawiązują do tradycji koncertów sylwestrowo-noworocznych z drugiej połowy lat pięćdziesiątych, zapoczątkowanej przez Edwarda Czernego w Filharmonii Narodowej, w których stałe miejsce zajęła polska koncertowa muzyka rozrywkowa. Edward Czerny dyrygował orkiestrą symfoniczną i własnym big bandem autorskie kompozycje i parafrazy, z nieodłącznymi elementami swingu i jazzowych improwizacji, wprowadzając w ten sposób polską symfoniczną muzykę rozrywkową i jazzową do sal filharmonicznych.
Ideą rozpoczętego w 2004 roku cyklu W hołdzie Edwardowi Czernemu jest udział w nim najlepszych orkiestr i wybitnych solistów, wykonujących utwory Edwarda Czernego, tworzone dla największych gwiazd polskiej sceny operowej, operetkowej, piosenkarzy i solistów jazzowych. Dobór tytułów tego repertuaru, a także formułę stylistyczną własnych kompozycji i opracowań twórczych, pisanych przez ponad cztery dekady ubiegłego stulecia dla symfonicznych orkiestr radiowych i filharmonicznych, dętych i big bandów oraz solistów, kształtował w okresie powojennym Edward Czerny. Koncerty muzyki popularnej, w których wykonywana jest muzyka Edwarda Czernego zajmują od przeszło pół wieku stałe miejsce w repertuarach filharmonii oraz innych instytucji kultury w kraju i za granicą.
Dotychczas zrealizowano kilkadziesiąt koncertów monograficznych z cyklu pt. W hołdzie Edwardowi Czernemu w prawie wszystkich polskich filharmoniach i innych instytucjach kultury oraz w Studiu Koncertowym Polskiego Radia im. Witolda Lutosławskiego w Warszawie, korzystając z pozostawionego przez Edwarda Czernego dorobku twórczego (podział według obsady instrumentalnej):
- muzyka klasyczna i rozrywkowa na orkiestrę symfoniczną,
- muzyka klasyczna i rozrywkowa na orkiestrę symfoniczną i orkiestrę dętą,
- muzyka rozrywkowa na orkiestrę symfoniczną i big band,
- muzyka rozrywkowa i jazzowa na big band i orkiestrę smyczkową,
- muzyka jazzowa na big band.

#### Wykonawcy koncertów z cykluW hołdzie Edwardowi Czernemu
- Orkiestry symfoniczne polskich filharmonii, Orkiestra Koncertowa Wojska Polskiego im. Stanisława Moniuszki, Orkiestra Reprezentacyjnego Zespołu Wojska Polskiego, Big Band Z. Namysłowskiego, Big Band Akademii Muzycznej w Łodzi, Big Band Akademii Muzycznej w Katowicach, Big Band Warsaw Pops i in.
- Dyrygenci: M.J. Błaszczyk, T. Chmiel, S. Chrzanowski, K. Dębski, J. Deląg, Cz. Grabowski, J. Kosek, W. Rodek, P. Sułkowski, J. Swoboda, P. Wajrak, T. Wicherek, P. Wijatkowski, J.M. Zarzycki, A. Zubek i in.
- Soliści instrumentaliści: K. Bednarczyk, G. Hordyjewicz, P. Juryś, R. Pujanek, Janusz Muniak, H. Miśkiewicz, Ł. Poprawski, J. Sikala, Michał Urbaniak, A. Zalewski i in.
- Soliści wokaliści: Olga Bończyk, Grażyna Brodzińska, Urszula Dudziak, I. Hossa, A. Kubas, E. Uryga, D. Stachura, L. Świdzinski, A. Zdunikowski i in.
- Tancerze: pierwsi soliści Teatru Wielkiego – E. Milewska, S. Basalaew, M. Woitiul i in., soliści Teatru Muzycznego w Lublinie – Beata Kamińska i Marcin Marzec
- Choreografia: E. Głowacka, Z. Rudnicka

## Ważniejsze kompozycje i aranżacje
- Valse – Impromptu Nr 1 na sekstet smyczkowy (1931)
- Valse – Impromptu Nr 2 na kwintet smyczkowy (1931)
- Heimatkundliche Ouvertüre na orkiestrę symfoniczną (1932)
- Suite Nr 2 na dziesięć instrumentów blaszanych (1933)
- Tanz der Wellen – Sinfonisches Bild Nr. 1 (1933)
- Walzer – Idyll na saksofon tenorowy i fortepian (1934)
- Walzer – Episode na saksofon tenorowy i fortepian (1934)
- Zigeuner Werbung – Czárdás na dwoje skrzypiec i fortepian (1934)
- Schneeflocken foxtrott – intermezzo na orkiestrę jazzową i kwintet smyczkowy (1936)
- Ein bunter Abend – uwertura na orkiestrę symfoniczną (1938)
- Tippmamsell – musical w trzech aktach do tekstu Wilhelma Trzeji (1938)
- Englischer Walzer na orkiestrę symfoniczną (1945)
- Solo na pięć saksofonów na orkiestrę jazzową (1945)
- Polka na cztery klarnety i zespół instrumentalny (1946)
- Trzej weseli bracia solo na trzy puzony i zespół instrumentalny (1946)
- Fantazja na temat „Traviaty” G. Verdiego na orkiestrę symfoniczną (1947)
- Kantylena na temat „Melodii” A. Rubinsteina na orkiestrę symfoniczną (1947)
- Lisi bieg polka na cztery klarnety i orkiestrę symfoniczną (1948)
- Suita śląska na orkiestrę symfoniczną (1949)
- Suita śląska na orkiestrę dętą (1949)
- Na trasie W-Z fokstrot – fast na big band (1949)
- Tempo, tempo – galop na orkiestrę symfoniczną (1951)
- O krasnoludkach i sierotce Marysi bajka muzyczna według Marii Konopnickiej (1953)
- Wesoła wiadomość fokstrot na orkiestrę symfoniczną i big band (1954)
- Emanuela na saksofon altowy i zespół jazzowy (1954)
- Diabelski młyn bebop na big band (1955)
- Groteska z fugą na temat „La Cumparsity” G.M. Rodrigueza na orkiestrę symfoniczną (1957)
- Molo boogie swing-boogie na big band (1957)
- Siup na księżyc komedia muzyczna w 3 aktach, libretto Józef Prutkowski (1957)
- Parafraza „Lekkiej kawalerii” F. Suppe na orkiestrę symfoniczną i big band (1957)
- Parafraza „Marsza florentyńskiego” J. Fučíka na big band (1958)
- Suita polskich krakowiaków na orkiestrę symfoniczną (1959)
- Appassionata „Oczy czarne” na orkiestrę symfoniczną i big band (1960)
- Parafraza na tematy góralskie na orkiestrę symfoniczną (1960)
- Parafraza na własny temat na orkiestrę symfoniczną (1961)
- Frasquita parafraza według F. Lehára na orkiestrę symfoniczną i big band (1962)
- Koncertowa parafraza „François” według A. Karasińskiego na orkiestrę symfoniczną i big band (1965)
- Kolorowa karuzela fokstrot na big band (1966)
- Wariacje na temat „Mein Hut, der hat drei Ecken” na trąbkę i orkiestrę symfoniczną (1967)
- Gershwin parafraza części I i II na orkiestrę symfoniczną (1967)
- Melodie świata parafraza części I, II i III na orkiestrę symfoniczną (1969)
- Melodie, które chętnie słuchamy parafraza na orkiestrę symfoniczną (1969)
- Hora staccato taneczna igraszka na orkiestrę symfoniczną i orkiestrę dętą (1971)
- Saksofony na huśtawce solo na pięć saksofonów i orkiestrę dętą (1971)
- Fantazja na tematy góralskie na fortepian i orkiestrę symfoniczną (1972)
- Izabella passodoble Z. Kotila, opracowanie na orkiestrę dętą (1972)
- Parafraza na temat „Perpetuum Mobile” J. Straussa na wielką orkiestrę dętą (1975)
- Kálmán parafraza części I i II na orkiestrę symfoniczną (1978)
- Boże coś Polskę Suita dla Jana Pawła II na orkiestrę symfoniczną, orkiestrę dętą i trzy chóry (1979)
- Enkelin-Suite (Suita dla wnuczki) na orkiestrę symfoniczną (1984)
- Englischer Walzer (Walc angielski) na orkiestrę symfoniczną i big band (1991)
- Sinfonische Erzählung (Opowieść symfoniczna) (1998)

### Opracowania arii i pieśni na orkiestrę symfoniczną
- Zbiór pieśni E. de Curtisa na głos i ork. symf. (O nie zapomnij mnie, Dla ciebie Mario, Śpiewaj mi, Wróć do Sorrento, Kocham tak ogromnie i in.),
- Dwie pieśni C.A. Brixio na głos i ork. symf. (Desiderio, Dla ciebie Łucjo),
- Zbiór pieśni operetkowych na głos i ork. symf. (Pieśń Tasilla z operetki Hrabina Marica E. Kálmána, Pieśń Armanda z operetki Błękitna maska F. Reymonda Pieśń Juana z operetki Clivia N. Dostala i in.),
- Arie i pieśni wybrane z operetek F. Lehara na głos i ork. symf. (Kraina uśmiechu, Wesoła wdówka, Paganini) i wiele innych (wśród nich: Ave Maria Ch. Gounoda, O sole mio E. Capui, Santa Lucia G. Coltrana, Valencia J. Padilli) i in.

### Muzyka teatralna i filmowa
- Mąż pognębiony (Molier),
- Dom otwarty (M. Balucki),
- Wesele Figara (Beaumarchais),
- Igraszki z diabłem (Jan Drda),
- Nie trzeba się zarzekać (A. Musset),
- Panna bez posagu (A.N. Ostrowski),
- Bajka muzyczna O krasnoludkach i sierotce Marysi (M. Konopnicka, reż. Z. Łozińska),
- Kiss me Kate (S. Spewack, muz. Cole Porter, reż. Jerzy Rakowiecki),
- Cień (W. Młynarski, reż. K. Dejmek),
- Między brzegami (reż. W. Lesiewicz) i in.

### Piosenki
- Boję się twojej miłości (J. Kondratowicz, Z. Zapert),
- Brazylio, Brazylio (A. Tylczyński),
- Coś się zaczyna (J. Dumnicka),
- Gdy ty się śmiejesz (T. Sliwiak),
- Jak przyjemnie maszerować (E. Czerny),
- Już północ (A. Tylczynski),
- Meine Puppe heißt Marie-Luise (B. Czerny),
- Moja lala ma na imię Kasia (A. Tylczynski),
- Moja miłość to Warszawa (J. Dumnicka),
- Motyle w sweterkach (J. Dumnicka),
- Nasza miłość ma kolor jesieni (A. Tylczyński, Z. Zapert),
- Nietrudno zerwać kwiat (W. Skrzypiński),
- Marzenia dziewcząt (Z. Kaszkur, Z. Zapert),
- Pójdę wszędzie z tobą (A. Tylczynski),
- Uczucie stare jak świat (E. Czerny),
- Graj, Sabało (J. Dumnicka),
- Nie trzeba marzeń (W. Skrzypiński), Tango pełne słońca (E. Czerny) i in.

### Sygnały
- Sygnał Festiwalu Sopockiego
- Sygnał Orkiestry Edwarda Czernego
- Sygnał Orkiestry Tanecznej Polskiego Radia
- Sygnał Orkiestr Związku Zawodowego Kolejarzy